# Me to We
«Me to We» — коммерческая компания, основанная в 2008 году социальными предпринимателями Крейгом и Марком Килбургерами. Половина доходов «Me to We» поступает в ранее созданную ими организацию Свободу детям, оказывающую помощь детям в развивающихся странах.

## История
Братья Килбургеры решили создать подобную компанию после возвращения из Эквадора, где они были волонтёрами при постройке школы для бедной общины. «Me to We» выросла из компании «Leaders Today», которую братья организовали в 2000 году для организации волонтёрских поездок. 
«Me to We» позиционирует себя как бренд, поощряющий социально ответственный стиль жизни. Кроме организации волонтёрства, компания занимается продажей экологически чистых и произведённых жителями развивающихся стран товаров, таких как одежда и украшения. Половина доходов, заработанных «Me to We» идёт на развитие компании, другая половина — в ранее созданную Килбургерами организацию Свободу детям, оказывающую помощь детям в развивающихся странах.
В 2008 году братья издали книгу Me to We: Finding Meaning in a Material World для объяснения своих взглядов на волонтёрство и социально ответственный стиль жизни. В создании книги приняли участие знаменитости, включая Опру Уинфри, Ричарда Гира и Десмондом Туту. Среди других известных людей, объявлявших о связи с «Me to We» Нина Добрев, Кэти Перри, Селена Гомес и Деми Ловато.